# Supercopa d'Espanya de futbol 1998
La Supercopa d'Espanya de 1998 va ser la 13a edició de la Supercopa d'Espanya de futbol, una competició futbolística que enfronta el campió de la lliga espanyola amb el de la copa. En aquesta ocasió es va disputar a doble partit.
Es va disputar els dies 18 i 22 d'agost de 1998 entre el RCD Mallorca, que havia quedat subcampió de la Copa del Rei 1997–98, i el FC Barcelona, que havia guanyat tant la Lliga 1997–98 com la Copa 1997–98. El RCD Mallorca va guanyar 3-1 en el resultat global.

## Detalls del matx

### Anada
| RCD Mallorca                          | 2–1     | FC Barcelona       |
| ------------------------------------- | ------- | ------------------ |
| Dani Garcia 57' · Jovan Stanković 81' | Informe | Xavi Hernández 16' |

| RCD Mallorca | FC Barcelona |

|              |    |                  |    |     |
|              |    |                  |    |     |
| GK           | 13 | Carlos Roa       |    |     |
| RB           | 12 | Lauren Étamé     |    |     |
| CB           | 5  | Marcelino Elena  |    |     |
| CB           | 4  | Gustavo Siviero  |    |     |
| LB           | 3  | Miquel Soler     |    |     |
| DM           | 23 | Vicente Engonga  |    |     |
| RM           | 15 | Paco Soler (c)   | 1' |     |
| LM           | 11 | Jovan Stanković  |    |     |
| AM           | 10 | Ariel Ibagaza    |    |     |
| CF           | 9  | Dani Garcia      |    | 87' |
| CF           | 24 | Ariel López      |    | 76' |
| Substituts:  |    |                  |    |     |
| FW           | 22 | Leonardo Biagini |    | 76' |
| DF           | 7  | Lluís Carreras   |    | 87' |
| Entrenador:  |    |                  |    |     |
| Héctor Cúper |    |                  |    |     |

|                |    |                        |     |     |
|                |    |                        |     |     |
| GK             | 13 | Ruud Hesp              |     |     |
| RB             | 2  | Michael Reiziger       |     |     |
| CB             | 20 | Miquel Àngel Nadal (c) |     |     |
| CB             | 22 | Samuel Okunowo         | 62' | 67' |
| LB             | 24 | Roger Garcia           | 24' | 46' |
| CM             | 26 | Xavi Hernández         |     |     |
| CM             | 15 | Phillip Cocu           |     |     |
| AM             | 10 | Giovanni               |     |     |
| RW             | 11 | Rivaldo                |     |     |
| CF             | 21 | Luis Enrique           | 17' |     |
| LW             | 23 | Boudewijn Zenden       | 75' | 78' |
| Substituts:    |    |                        |     |     |
| DF             | 12 | Sergi Barjuan          |     | 46' |
| DF             | 5  | Abelardo Fernández     |     | 67' |
| FW             | 30 | Luis García            |     | 78' |
| Entrenador:    |    |                        |     |     |
| Louis van Gaal |    |                        |     |     |

### Tornada
| FC Barcelona | 0–1     | RCD Mallorca    |
| ------------ | ------- | --------------- |
|              | Informe | Dani Garcia 29' |

| FC Barcelona | RCD Mallorca |

|                |    |                    |     |     |
|                |    |                    |     |     |
| GK             | 13 | Ruud Hesp          |     |     |
| RB             | 2  | Michael Reiziger   | 45' |     |
| CB             | 20 | Miquel Àngel Nadal |     |     |
| CB             | 22 | Samuel Okunowo     |     | 61' |
| LB             | 24 | Roger Garcia       |     | 46' |
| CM             | 21 | Luis Enrique       |     |     |
| CM             | 15 | Phillip Cocu       |     |     |
| AM             | 10 | Giovanni           | 81' |     |
| RW             | 7  | Luís Figo (c)      |     |     |
| CF             | 11 | Rivaldo            |     |     |
| LW             | 23 | Boudewijn Zenden   |     | 46' |
| Substituts:    |    |                    |     |     |
| DF             | 12 | Sergi Barjuan      |     | 46' |
| MF             | 6  | Òscar Garcia       |     | 46' |
| MF             | 8  | Albert Celades     | 77' | 61' |
| Enrenador:     |    |                    |     |     |
| Louis van Gaal |    |                    |     |     |

|              |    |                  |     |     |
|              |    |                  |     |     |
| GK           | 13 | Carlos Roa       | 34' |     |
| RB           | 12 | Lauren           | 34' |     |
| CB           | 5  | Marcelino        |     |     |
| CB           | 4  | Gustavo Siviero  |     |     |
| LB           | 3  | Miquel Soler     |     |     |
| DM           | 23 | Vicente Engonga  |     |     |
| RM           | 15 | Paco Soler (c)   | 42' |     |
| LM           | 11 | Jovan Stanković  |     |     |
| AM           | 10 | Ariel Ibagaza    | 18' | 67' |
| CF           | 9  | Dani Garcia      |     | 87' |
| CF           | 24 | Ariel López      |     | 57' |
| Substituts:  |    |                  |     |     |
| FW           | 22 | Leonardo Biagini |     | 57' |
| MF           | 16 | Óscar Arpón      |     | 67' |
| DF           | 7  | Lluís Carreras   |     | 87' |
| Entrenador:  |    |                  |     |     |
| Héctor Cúper |    |                  |     |     |

## Campió
| Campió de la Supercopa d'Espanya 1998 |
| ------------------------------------- |
| RCD Mallorca 1r títol                 |